# David Ryding
Pour les articles homonymes, voir Ryding.
David « Dave » Ryding, né le 5 décembre 1986 à Bretherton en Angleterre, est un skieur alpin britannique. Il est spécialiste de slalom et devient le deuxième skieur alpin masculin de son pays à monter sur un podium de Coupe du monde en 2017 à Kitzbühel. Il signe deux autres podiums en 2019 et 2021. Le 22 janvier 2022 sur la Ganslern de Kitzbühel, il devient le premier Britannique à gagner une course de Coupe du monde en s'imposant dans le slalom à l'âge de 35 ans.

## Biographie
Ryding apprend d'abord le ski sur les pentes sèches de Pendle, dans le Lancashire, qu'il arpente jusqu'à l'âge de 21 ans et pratique sur la neige à partir de douze ans seulement.
En 2002, à l'âge de 15 ans, après avoir vu son athlète d'inspiration Alain Baxter terminer troisième du slalom aux Jeux olympiques de Salt Lake City 2002 (plus tard disqualifié), il fait ses débuts officiels dans des compétitions internationales régies par la FIS, mais n'obtient pas de résultat convaincant de suite. Il doit attendre 2006 pour gagner son premier titre national junior, ce qui lui vaut une place dans l'équipe britannique de développement.
Il devient champion de Grande-Bretagne chez les séniors sur le slalom en 2008, devant son modèle Alain Baxter, qui prend sa retraite sportive, avant de conserver son titre en 2009. Il est entré dans le top 150 mondial en 2008. Le skieur fait ses débuts dans la Coupe d'Europe en 2007 et prend base à Hinterstoder en Autriche pour s'entraîner. En 2009, Ryding prend part à sa première compétition avec l'élite du ski alpin à l'occasion des Championnats du monde à Val d'Isère, où il est 41e du slalom géant et ne finit pas le slalom.
Il a participé pour la première fois aux Jeux olympiques en 2010, à Vancouver, terminant 27e. Après cette échéance, il commence à recevoir les conseils d'un nouvel entraîneur, Tristan Glasse-Davies, qui le pousse à utiliser les pistes en intérieur pour améliorer sa technique.
En décembre 2012, le Britannique monte sur son premier podium en Coupe d'Europe en terminant troisième du City Event de San Vigilio. Il monte ensuite sur trois podiums sur la discipline du slalom et s'assure la première place du classement final de cette spécialité, après une neuvième place à Kranjska Gora, où il réalise le meilleur temps sur la deuxième manche. Il est le premier skieur britannique à remporter un classement en Coupe d'Europe. En décembre 2013, il remporte son premier (et seul) succès dans la Coupe d'Europe au slalom de Pozza.
Ryding court ses deuxièmes jeux olympiques en 2014, à Sotchi, où il termine dix-septième du slalom. Il aurait pu terminer dans le top dix sans une grosse faute dans la tortueuse deuxième manche. Son entraîneur, après analyse, détermine que Ryding a besoin de travailler sur sa technique en virage sur son pied gauche.
En Coupe du monde, il a pris part à sa première course en décembre 2009 à l'occasion du slalom d'Alta Badia. Il marque ses premiers points en novembre 2012 lors du slalom de Levi (26e). Il se qualifie pour des deuxièmes manches de nouveau lors de l'hiver 2014-2015, avec pour meilleur résultat une 16e place à Madonna di Campiglio, ainsi qu'une 17e à Åre, soit les meilleurs résultats de son pays en ski alpin depuis Chemmy Alcott en 2010. La saison suivante, il améliore son meilleur placement en terminant 12e à Val d'Isère et 22e au classement général du slalom. La saison 2016-2017 voit Dave Ryding entamer par une sixième place à Levi, son premier top dix, le premier Britannique depuis Alain Baxter à atteindre cette marque. Il enchaîne les bonnes performances et finit par monter sur un podium après s'être classé deuxième du prestigieux slalom de Kitzbühel derrière Marcel Hirscher, après avoir dominé la première manche et devant son partenaire d'entraînement Aleksandr Khoroshilov, ce qui le propulse au sixième rang mondial de la discipline. Il établit le meilleur résultat britannique dans la Coupe du monde depuis Konrad Bartelski en 1981. Il dévoile le secret de ce résultat qui provient du visionnage de la vidéo de la manche de Fritz Dopfer à Kitzbühel en 2016. Ensuite, il est onzième du slalom aux Championnats du monde de Saint-Moritz, même si en deçà de sa huitième au classement du slalom en Coupe du monde, ce qui reste le meilleur résultat de son pays aux Championnats du monde depuis Finlay Mickel en 2005.
En ouverture de la saison 2017-2018, Ryding finit en tête de la première manche de slalom à Levi avec 14 centièmes d'avance sur Felix Neureuther, puis élargit son écart à 51 centièmes sur un chronomètre intermédiaire, avant de manquer une porte et donner la victoire à l'Allemand. Ensuite au slalom parallèle d'Oslo, pour sa meilleure performance de l'hiver, il se classe quatrième, après avoir notamment éliminé Marcel Hirscher en quarts de finale. À Kitzbühel, il ne reproduit pas l'exploit de l'hiver précédent, mais après avoir commis une grosse faute en première manche (25e), il remonte au neuvième rang après le meilleur temps sur la deuxième manche.
Quelques semaines plus tard, il obtient une neuvième place aux Jeux olympiques de Pyeongchang 2018 en slalom (à 5 dixièmes du podium), remontant quatre places en deuxième manche pour réaliser le meilleur résultat britannique en ski alpin aux Jeux olympiques depuis Martin Bell et sa huitième place à la descente en 1988. S'il ne compte aucun podium cet hiver en coupe du monde, il prend la onzième place au classement du slalom.
En décembre 2018, il effectue de nouveau une grande remontée en deuxième manche : à Madonna di Campiglio, il passe du 27e rang au quatrième grâce au temps le plus rapide en seconde manche. Ensuite, à Oslo, il bat de nouveau Hirscher, mais cette fois il passe en finale après une victoire sur André Myhrer, avant de sortir du parcours face à Marco Schwarz, vainqueur. Il monte ainsi sur son deuxième podium en Coupe du monde. Il finit ensuite neuvième du slalom aux Championnats du monde d'Åre, soit le même classement qu'en Coupe du monde.En janvier 2021, dans un slalom très serré à Adelboden, Ryding occupe la troisième place, à quinze centièmes de Schwarz et deux centièmes de Linus Strasser.
Le 22 janvier 2022, Dave Ryding tourne une page de l'histoire de la Coupe du monde de ski alpin : sous la neige, sur la Ganslern de Kitzbühel où beaucoup de favoris perdent leurs illusions en deuxième manche (onze abandons sur trente partants), il réussit à s'imposer à l'âge de 35 ans, après avoir signé le sixième temps sur le premier tracé, battant Lucas Braathen de 38/100e et Henrik Kristoffersen de 56/100e à la fin. À son 96e départ, Il devient le premier skieur britannique à gagner une course de Coupe du monde depuis sa création en 1967. « Briton ends 55-year wait for World Cup race victory, in slalom » (le Briton met fin à 55 ans d'attente pour une victoire dans une course de la Coupe du monde, en slalom) écrit ainsi The Guardian qui rappelle aussi qu'à 35 ans, Dave Ryding est le plus vieux vainqueur dans la discipline. « Il y a encore de la vie dans le vieux chien ! », dit-il.

## Palmarès

### Jeux olympiques
| Épreuve / Édition | Vancouver 2010 | Sotchi 2014 | Pyeongchang 2018 | Pékin 2022 |
| Slalom géant      | 47e            |             |                  |            |
| Slalom            | 27e            | 17e         | 9e               | 13e        |

### Championnats du monde
| Épreuve / Édition                    | Slalom géant | Slalom  |
| Mondiaux 2009 Val d'Isère            | 41e          | Abandon |
| Mondiaux 2011 Garmisch-Partenkirchen | 39e          | Abandon |
| Mondiaux 2013 Schladming             | —            | Abandon |
| Mondiaux 2015 Vail - Beaver Creek    | —            | Abandon |
| Mondiaux 2017 Saint-Moritz           | —            | 11e     |
| Mondiaux 2019 Åre                    | —            | 9e      |
| Mondiaux 2021 Cortina d'Ampezzo      | —            | Abandon |

Légende :
- — : Dave Ryding n'a pas participé à cette épreuve

### Coupe du monde
- Meilleur classement général : 23e en 2017.
- 7 podiums dont 1 victoire (en slalom).

#### Détail des victoires
| Saison / Épreuve | Slalom    | Total |
| 2021-2022        | Kitzbühel | 1     |
| Total            | 1         | 1     |

Dernière mise à jour : 22 janvier 2022

#### Classements
| Saison / Épreuve | Saison / Épreuve | Général | Général | Descente | Descente | Super G | Super G | Slalom géant | Slalom géant | Slalom | Slalom | Combiné | Combiné |
| ---------------- | ---------------- | ------- | ------- | -------- | -------- | ------- | ------- | ------------ | ------------ | ------ | ------ | ------- | ------- |
| Saison / Épreuve | Saison / Épreuve | Class.  | Points  | Class.   | Points   | Class.  | Points  | Class.       | Points       | Class. | Points | Class.  | Points  |
| 2012-2013        | 2012-2013        | 136e    | 5       | -        | -        | -       | -       | -            | -            | 51e    | 5      | -       | -       |
| 2014-2015        | 2014-2015        | 99e     | 45      | -        | -        | -       | -       | -            | -            | 30e    | 45     | -       | -       |
| 2015-2016        | 2015-2016        | 70e     | 115     | -        | -        | -       | -       | -            | -            | 22e    | 115    | -       | -       |
| 2016-2017        | 2016-2017        | 23e     | 338     | -        | -        | -       | -       | -            | -            | 8e     | 338    | -       | -       |
| 2017-2018        | 2017-2018        | 34e     | 237     | -        | -        | -       | -       | -            | -            | 11e    | 237    | -       | -       |
| 2018-2019        | 2018-2019        | 24e     | 334     | -        | -        | -       | -       | -            | -            | 9e     | 334    | -       | -       |
| 2019-2020        | 2019-2020        | 57e     | 144     | -        | -        | -       | -       | -            | -            | 13e    | 144    | -       | -       |
| 2020-2021        | 2020-2021        | 37e     | 221     | -        | -        | -       | -       | -            | -            | 12e    | 221    | -       | -       |
| 2021-2022        | 2021-2022        | 30e     | 262     | -        | -        | -       | -       | -            | -            | 8e     | 262    | -       | -       |

### Coupe d'Europe
- 6e du classement général en 2015.
- Vainqueur du classement du slalom en 2013.
- 9 podiums, dont 1 victoire (en slalom).